# Zanha
Zanha es un género de plantas de la familia de las sapindáceas. Contiene cuatro especies.

## Especies seleccionadas
- Zanha africana
- Zanha golungensis
- Zanha suaveolens
- Zanha vuilletii

- Datos: Q9097470
- Especies: Zanha